# 寒亭会泉庄遗址
寒亭会泉庄遗址，位于山东省潍坊市寒亭区，是中华人民共和国山东省文物保护单位之一。
2006年12月7日，授予山东省文物保护单位，是一座古遗址。